# 季姒
季姒，姒姓，春秋时期鲁国女性人物，出身齐国鲍文子家，嫁给了季公鸟。
季公鸟是季武子的庶子，在齐国娶了季姒，生了某甲。季公鸟死后，季公鸟的弟弟季公亥、族人公思展和家臣申夜姑管理他的家务。季姒和饔人（管伙食之人）檀私通后，感到害怕，就让其妾（她的侍女）打了自己一顿，跑去给秦遄的妻子秦姬看，说：“公若（季公亥）要让我陪他睡觉，我不答应，他就打我。”又向公甫（公父穆伯）诉苦，说：“公思展和申夜姑准备要挟我服从公若。”秦姬告诉了公之。公之和公甫告诉了季氏家主季平子，公之、公甫、季平子都是季公鸟哥哥季悼子的儿子。季平子拘禁公思展，准备杀死申夜姑。季公亥向季平子求情。季平子、公之不同意，于是季公亥怨恨季平子。